# H2éwsōs

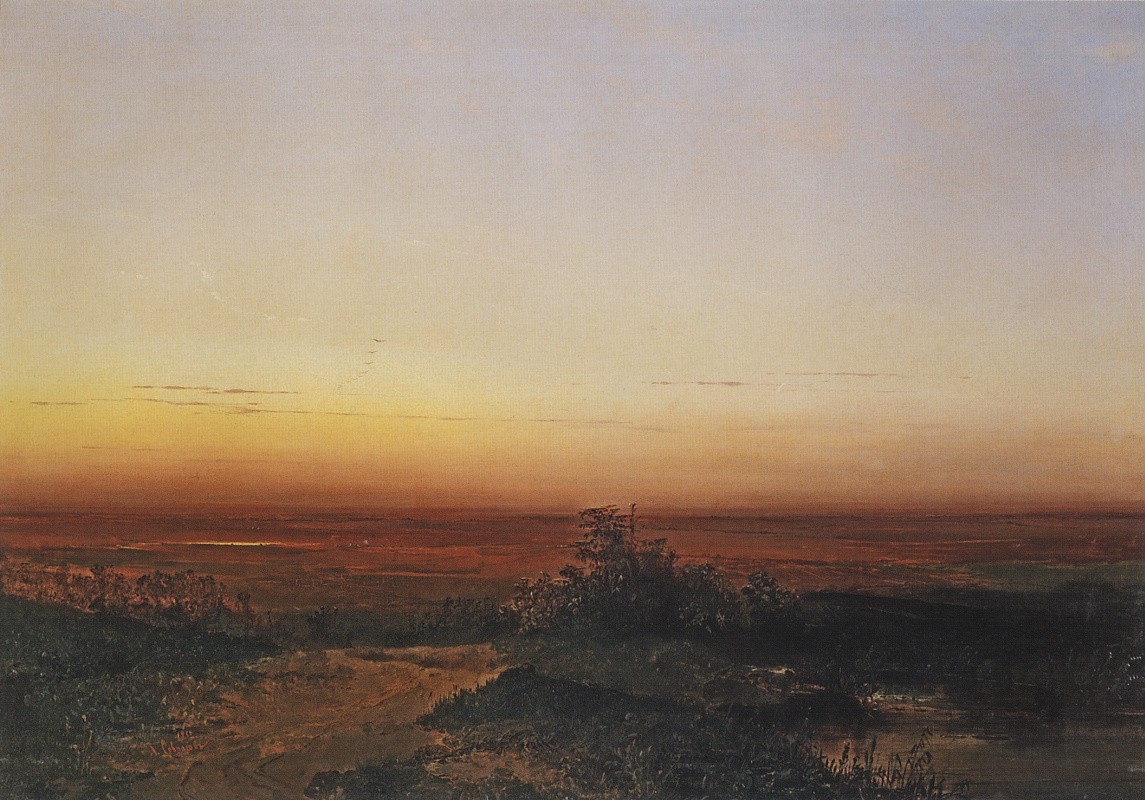
Bình minh trên thảo nguyên Ukraina (1852), bởi Alexei Kondratievich Savrasov

*H2éwsōs hoặc *haéusōs (PIE: *h2éusōs, *haéusōs và nhiều biến thể khác; lit. 'bình minh') là tên gọi của nữ thần bình minh trong thần thoại Ấn-Âu cổ đã được các nhà ngôn ngữ học phục nguyên dựa trên bằng chứng so sánh ngôn ngữ.
Phụ chú: Dấu * đứng trước một từ in nghiêng biểu thị rằng từ đó được phục nguyên dựa trên phương pháp so sánh lịch sử, một phương pháp được vận dùng rất phổ biến trong ngành ngôn ngữ học lịch đại

## Bằng chứng

### Các nữ thần bình minh

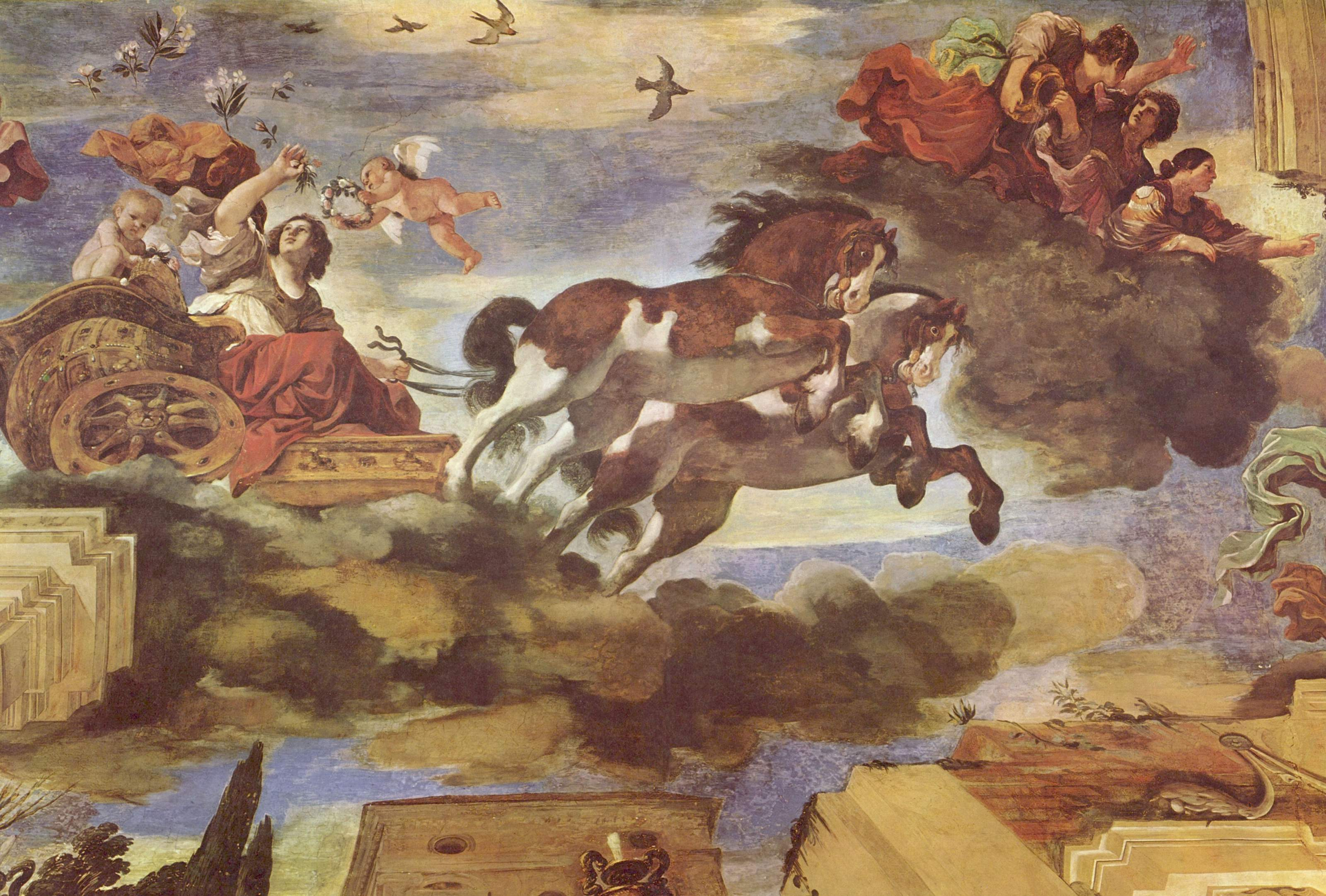
Aurora (1621) bởi Guercino

Các từ đồng nguyên bắt nguồn từ gốc *h2éwsōs đều có liên hệ với tên gọi các nữ thần bình minh đã được chứng thực sau:
- PIE: *h2(e)wes-, nghĩa là "tỏa sáng, chiếu sáng, bừng đỏ; ngọn lửa",[2][3]
  - PIE: *h2éws-ōs, nữ thần bình minh,[2]
    - Ấn-Iran: *Hušas,[4]
      - Vệ Đà: Uṣás (उषस्), nữ thần bình minh, và là nữ thần được nhắc tới nhiều nhất trong kinh Rigveda với tổng cộng 21 bài tụng ca,[2][5]
      - Avesta: Ušå, được tôn vinh trong một đoạn văn của kinh Avesta (Gāh 5. 5),[2] và Ušahina, một vị Thiên sứ phân định thời điểm nửa đêm với thời điểm các vì sao xuất hiện trên bầu trời đêm.[6]

    - Hellenic: *Auhṓs,[7]
      - Hy Lạp: Ēṓs (Ἠώς), một nữ Titan và nữ thần bình minh;[2][5][7] Aotis là một tính ngữ từng được sử dụng bởi thi sĩ người Sparta Alcman, một số giải nghĩa từ này là nữ thần bình minh.[8][9][10]
        - Văn học Hy Lạp cổ đại: các mảnh trước tác còn sót lại của Panyassis thành Halicarnassus sử dụng các tính ngữ Eoies ("Anh ấy thuộc về Bình minh") và Aoos ("người đàn ông của Bình minh") khi nói về Adonis, rất có thể đang ám chỉ tới nguồn gốc Cận Đông của chàng;[11][12][13] con trai của Eos tên là Aoos;[14]

      - Mycenae: từ a-wo-i-jo (Āw(ʰ)oʰios; Ἀϝohιος)[a][16] đã được chứng thực trong một bia ký khai quật từ Pylos; dường như là tên riêng của người chăn cừu mang nghĩa "bình mình",[17][18][19][20] hoăc được viết  ở dạng tặng cách là Āwōiōi;[21]

    - Italic: *Ausōs > *Ausōs-ā (âm a ở cuối có thể đã phát sinh bởi vì từ này thuộc giống cái),[22]
      - La Mã: Aurōra, sở hữu các thuộc tính rất giống với phiên bản bên Hy Lạp; song mô-típ gốc của *h2éwsōs dường như được bảo tồn trong hình tượng nữ thần Mater Matuta;[5][2] Eous hoặc Eoös, một từ hay được dùng trong thi ca mang nghĩa 'phía đông', đã được chứng thực trong tác phẩm Pharsalia của Lucan,[23] trong tác phẩm  Fabulae của Hyginus, trong thiên sử thi Titanomachy,[24] và là tên của một con ngựa trong tác phẩm Metamorphoses của Ovid,[25][26][b]

  - PIE: *h2ws-s-i, dạng số đơn biến cách vị trí của *h2éwsōs,[28]
    - Armenia nguyên thủy: *aw(h)i-, diễn tiến thành *awi̯ -o-, rồi thành *ayɣwo-,[28]
      - Armenia: Ayg (այգ), nữ thần bình minh.[29]

    - Giécmanh: *Auzi/a-wandalaz, tên riêng với ý nghĩa là 'tia sáng',[30][31][32]
      - Bắc Âu cổ: Aurvandil, nam thần có ngón chân đóng băng bị Thor biến thành ngôi sao,[31][33]
      - Anh cổ: Ēarendel, nghĩa là "bình minh, tia sáng",[30][33]
      - Đức Thượng cổ: Aurendil, Orentil; Lombardia: Auriwandalo,[30][34]
      - Goth: auzandil (𐌰𐌿𐌶𐌰𐌽𐌳𐌹𐌻), Sao Mai, Lucifer ("kẻ mang ánh sáng"),[34]

  - PIE: *h2ews-rom (hoặc *h2ews-reh2),[35][36] "(thuộc) buổi sáng, (thuộc) bình minh",[37]
    - Balt-Slav: *Auṣ(t)ro,[35]
      - Balt: *Auš(t)ra, "bình minh",[35]
        - Litva: Aušrinė, hiện thân của Sao Mai (Sao Kim), tương truyền cứ bắt đầu ngày mới lại thắp một ngọn lửa cho vầng thái dương;[5] Aušra (đôi khi là Auska), nữ thần mặt trời mọc,[38] tên của bà thường được dùng để đáp một câu đố dân gian Balt về một thiếu nữ đánh rơi mất chìa khóa;[39] và Auštra (được giải nghĩa là "bình minh" hoặc "gió đông bắc"), một nhân vật trong truyện ngụ ngôn canh giữ cổng lên thiên đàng,[40]
        - Latvia: Auseklis (ausa "bình minh" ghép với hậu tố -eklis),[41] hiện thân của Sao Mai, và là  một nữ thần không sẵn lòng với bình minh;[5] các tên riêng nữ tính bao gồm Ausma và Austra;[42][43] các từ ausma và ausmiņa bao hàm nghĩa "Morgendämmerung" ('bình minh, rạng đông');[44]

      - Slavic: *(j)ȕtro, "buổi sáng, bình minh",[45][46]
        - Ba Lan: Jutrzenka hoặc Justrzenka;[47][45] Séc: Jitřenka,[48] tên gọi và hiện thân của Sao Mai và Sao Hôm,
        - Polabia: Jutrobog (Latinh: Jutry Bog hoặc Jutrny Boh), nghĩa đen là "Thần Buổi Sáng", là một vị thần được nhắc đến bởi các nhà sử học Đức vào thế kỷ 18,[49] và Jüterbog: một thị trấn tọa lạc ở miền Bắc nước Đức được đặt theo tên vị thần Slav,[49]
        - Trong quá khứ, người Kashubia (một nhóm dân tộc tại Ba Lan) từng thờ phụng thần Jastrzebog và nữ thần Jastra, tục này cũng xuất hiện tại Jastarnia, và đây cũng chính là nguồn gốc tên gọi ngày Phục Sinh trong tiếng Kashubia, ngày Jastrë. Những cái tên này dường như có quan hệ với tên của thần Polabia là Jutrobog, bị ảnh hưởng bởi vị thần Giécmanh *Austrōn (xem bên dưới), hoặc có lẽ phái sinh từ jasny ('chói lọi').[50]

    - Giécmanh: *Austrōn, nữ thần mùa xuân được tôn vinh tại các lễ hội thường niên. Cái tên này chính là nguồn gốc của từ 'Easter' hiên diện trong vốn từ vựng của các ngôn ngữ Tây Giécmanh,[36]
      - Rôman-Giécmanh: matronae Austriahenae, tên riêng xuất hiện trong các bản khắc tạ ơn được tìm thấy vào năm 1958 tại Đức.[51]
      - Anh cổ: Ēastre, hiện thân của Easter,[52][2]
      - Đức Thượng cổ: *Ōstara (pl. Ôstarûn), hiện thần của Easter (Đức hiện đại: Ostern),[52][53]
      - Saxon cổ: *Āsteron, dường như được chứng thực trong danh từ asteronhus ('Easter-house').[54]

### Tính ngữ
Danh hiệu "Con gái của Dyēus" là một trong những tính ngữ của nữ thần bình minh xuất hiện xuyên suốt các truyền thống văn học Ấn-Âu:
- PIE: *diwós dhuǵhatḗr, "Con gái của Dyēus",[55][56]
  - Vệ Đà: duhitā́r-diváh, "Con gái của Thượng đế", tính ngữ của Uṣas,[57][58]
  - Hy Lạp: thugátēr Diós, "Con gái của Zeus", có lẽ là một tính ngữ Hy Lạp tiền Homeros chỉ nữ thần Ēṓs,[57][58]
  - Litva: dievo dukra, "Con gái của Dievas", tính ngữ của nữ thần Mặt Trời chắc hẳn đã hỗn dung với các đặc tính của h2éwsōs.[57][58]

## Cước chú
1. ↑  Các học giả Tây Ban Nha giải nghĩa từ này là "(thuộc) buổi sáng", "matutino", "mañanero", tức "thuộc về buổi sáng sớm", "thuộc về bình minh".[15]
2. ↑  Theo nhà nghiên cứu Adalberto Magnavacca, danh từ Eous có nghĩa là Sao Mai (Kim tinh), tại thời điểm nó mọc vào buổi sáng, song cũng có thể được dùng một cách đầy thi vị để chỉ aurora.[27]